# 艾克縣 (賓夕法尼亞州)
艾克縣（英語：Elk County）是美国宾夕法尼亚州西北部的一個縣，面積2,155平方公里。根據2020年美國人口普查，共有人口30,990人。縣治里奇韋。
该县于1843年4月18日由傑佛遜郡、克利爾菲縣和麥基恩郡的部分地区创建。艾克县以历史上居住在该地区的东部麋鹿（Cervus canadensis）的常用名「Elk」命名。
该县以拥有美国羅馬天主教教徒最集中的地区之一而著称，该县69%的居民被认定为天主教徒。

## 地理
埃尔克县由低矮的连绵起伏的丘陵组成，被频繁的排水和茂密的树木所侵蚀。
根据美国人口普查局的数据，该县总面积为832平方英里（2,150平方公里），其中827平方英里（2,140平方公里）为陆地，4.9平方英里（13平方公里，0.6%）为水域。埃尔克拥有温暖的夏季湿润大陆性气候( Dfb )，里奇韦的月平均气温从1月的23.2°F到7月的67.4°F，而在圣玛丽斯，月平均气温的范围从1月的22.6°F到7月的66.8°F。 （页面存档备份，存于）

### 邻近县
- 麦基恩县：北部
- 卡梅伦县- 东部
- 克利尔菲尔德县- 南部
- 杰斐逊县- 西南
- 森林县- 西部
- 沃伦县：西北部

### 国家保护区
- 阿勒格尼国家森林（部分）

### 州轄保护区
- 班迪戈州立公園（英语：Bendigo State Park）
- 麋鹿州立公園（英语：Elk State Park）

## 人口统计
截至2020年美国人口普查，有30,990人和14,215户家庭。人口密度为38人/平方英里（16人/平方公里）。有16,855个住房单元，平均密度为20个/平方英里（8个/平方公里）。该县的种族构成为97.9%白人、0.5%黑人或非裔美国人、0.2%美洲原住民、0.4%亚裔和1.0%来自两个或更多种族。0.8%的人口是任何种族的西班牙裔或拉丁裔。按血统来看，41%是德国人，13%意大利人，9%美国人, 6%爱尔兰人, 4%波兰人, 4%瑞典人, 3%英国人.
共有14124户，其中31.00%有18岁以下儿童同住，56.00%为夫妻同住，8.70%有无夫女户主，31.00%为非家庭户。27.30%的家庭由个人组成，13.60%的家庭中有65岁或以上的独居者。平均每户人数为2.45人，平均家庭人数为 2.99 人。
全县人口中18岁以下占24.00%，18-24岁占6.80%，25-44岁占28.60%，45-64岁占23.30%，65岁以上占17.30%。中位年龄为39岁。每100名女性对应98.00名男性。每100名18岁及以上的女性对应95.30名男性。
埃尔克县是美国罗马天主教徒最集中的地方之一。截至2010年，该县近70%的居民被认定为天主教徒。
| 调查年 | 人口   | 备注 | %±    |
| ------ | ------ | ---- | ----- |
| 1850   | 3,531  |      | —     |
| 1860   | 5,915  |      | 67.5% |
| 1870   | 8,488  |      | 43.5% |
| 1880   | 12,800 |      | 50.8% |
| 1890   | 22,239 |      | 73.7% |
| 1900   | 32,903 |      | 48.0% |
| 1910   | 35,871 |      | 9.0%  |
| 1920   | 34,981 |      | −2.5% |
| 1930   | 33,431 |      | −4.4% |
| 1940   | 34,443 |      | 3.0%  |
| 1950   | 34,503 |      | 0.2%  |
| 1960   | 37,328 |      | 8.2%  |
| 1970   | 37,770 |      | 1.2%  |
| 1980   | 38,338 |      | 1.5%  |
| 1990   | 34,878 |      | −9.0% |
| 2000   | 35,111 |      | 0.7%  |
| 2010   | 31,946 |      | −9.0% |
| 2020   | 30,990 |      | −3.0% |
| [ 3 ]  |        |      |       |

### 2020年人口普查
| 种族                       | 人口数 | 占比  |
| -------------------------- | ------ | ----- |
| 白人 (非拉丁裔)            | 30,339 | 97.9% |
| 非裔美国人 (非拉丁裔)      | 155    | 0.5%  |
| 美洲原住民 (非拉丁裔)      | 62     | 0.2%  |
| 亚裔美国人 (非拉丁裔)      | 124    | 0.4%  |
| 混血/多种族身份 (非拉丁裔) | 310    | 1.0%  |
| 拉丁裔美国人               | 279    | .9%   |

## 政府与政治

### 选民人口统计数据
截至2022年11月4日，埃尔克县共有20,227名登记选民。
- 民主党：6,768 (33.46%)
- 共和黨：11,123 (54.99%)
- 其他政黨及獨立人士: 2,336 (11.55%)

埃尔克县主要由德国天主教徒定居，该县的政治在历史上一直由该县的天主教遗产决定。在1896年之前，该县是民主党的据点，与大多数其他人口反对内战的德国天主教县相似，虽然共和党人在1896年至1908年赢得了该县，但他们的差距远小于全国范围内的差距。在1910年代，该县以德裔美国人为主的民众开始反对威尔逊政府的外交政策，因此在1916年投票反对威尔逊，并给予共和党人沃伦·G·哈定和卡尔文·柯立芝超过65%的选票。然而，在1928年，由于天主教徒阿尔·史密斯成为民主党候选人，他赢得了该县近60%的选票，并且获得的选票比例高于罗斯福在其四次总统竞选中的任何一次，尽管罗斯福凭借以下优势赢得了他的四次选举压倒性优势和史密斯以压倒性优势落败。
埃尔克县在全州和全国选举中往往具有政治竞争力。1920年到2008年，该县经常投票选出全国选举的最终获胜者，除了1928 年Al Smith以近 60%的选票击败获胜者赫伯特胡佛（由于该县信奉天主教），1940年Wendell Willkie除外以29票的微弱优势击败现任富兰克林·罗斯福（由于罗斯福政府与德国之间的紧张关系），并在1968年，当休伯特·汉弗莱 ( Hubert Humphrey)赢得了最终的赢家理查德尼克松。该县在2000年和2004年由乔治·W·布什领导，在2008 年由巴拉克·奥巴马领导
与宾夕法尼亚州的大部分农村地区一样，该县最近成为一个稳固的共和党县。2012年，米特·罗姆尼 (Mitt Romney)战胜了奥巴马的胜利票，赢得了该县。与宾夕法尼亚州和全国的大多数其他农村县一样，唐纳德特朗普在2016年和2020年强势赢得了该县——增加了他在后者的优势，使其成为该县历史上任何一位候选人的最强表现（尽管柯立芝赢得了该县1924年大幅增加）。